# Santa Fé do Araguaia
| \| Santa Fé do Araguaia (Tocantins) \| |
| Lage in Brasilien                      |
| Santa Fé do Araguaia (Tocantins)       |

| Santa Fé do Araguaia (Tocantins) |

Santa Fé do Araguaia ist eine brasilianische politische Gemeinde im Bundesstaat Tocantins in der Mesoregion Norden und in der Mikroregion Araguaína. Im Jahr 2019 lebten hier schätzungsweise 7512 Einwohner auf 1678,091 km².